# 流離の岸
『流離の岸』（りゅうりのきし）は、1956年6月21日に日本で公開された映画。

## スタッフ
- 監督・脚本：新藤兼人
- 製作：山田典吾、糸屋寿雄
- 原作：大田洋子
- 撮影：伊藤武夫
- 音楽：伊福部昭

## キャスト
- 寺岡千穂：北原三枝
- 千穂の母・萩代：乙羽信子
- 千穂の祖母・宇多：村瀬幸子
- 深瀬竜吉：三國連太郎
- 竜吉の妹・聖子：明石淳子
- 竜吉の母・芳江：赤木蘭子
- 竜吉の父・惣吉：菅井一郎
- 高倉：金子信雄
- 高倉明吉：斎藤裕一
- 杉間：殿山泰司
- 邦子：坪内美詠子
- おきち：相馬幸子
- 盈子：広岡三栄子
- 盈子の母：志賀夏江
- 鹿島弁護士：深見泰三
- さま：原泉子

| スタブアイコン | サブスタブ | この項目は、まだ閲覧者の調べものの参照としては役立たない、映画に関連した書きかけの項目です。この項目を加筆・訂正などしてくださる協力者を求めています（P:映画/PJ:映画）。 |